# Az Oz epizódjainak listája
Ez a cikk az Oz című sorozat epizódjait tartalmazza.

## Évados áttekintés
| Évad | Évad | Epizódok | Eredeti sugárzás | Eredeti sugárzás    | Eredeti adó |
| Évad | Évad | Epizódok | Évadpremier      | Évadfinálé          | Eredeti adó |
| ---- | ---- | -------- | ---------------- | ------------------- | ----------- |
|      | 1    | 8        | 1997. július 12. | 1997. augusztus 25. | HBO         |
|      | 2    | 8        | 1998. július 11. | 1998. augusztus 31. | HBO         |
|      | 3    | 8        | 1999. július 14. | 1999. szeptember 1. | HBO         |
|      | 4    | 16       | 2000. július 12. | 2001. február 25.   | HBO         |
|      | 5    | 8        | 2002. január 6.  | 2002. február 24.   | HBO         |
|      | 6    | 8        | 2003. január 5.  | 2003. február 23.   | HBO         |

## 1. évad (1997)
| Sor. | Év. | Cím                            | Rendező                         | Író         | Premier             | Nézettség   |
| ---- | --- | ------------------------------ | ------------------------------- | ----------- | ------------------- | ----------- |
| 1.   | 1.  | The Routine                    | Darnell Martin                  | Tom Fontana | 1997. július 12.    | 3,45 millió |
| 2.   | 2.  | Visits, Conjugal and Otherwise | Nick Gomez                      | Tom Fontana | 1997. július 14.    | 2,90 millió |
| 3.   | 3.  | God's Chillin                  | Jean de Segonzac                | Tom Fontana | 1997. július 21.    | 2,48 millió |
| 4.   | 4.  | Capital P                      | Darnell Martin                  | Tom Fontana | 1997. július 28.    | 2,30 millió |
| 5.   | 5.  | Straight Life                  | Leslie Libman és Larry Williams | Tom Fontana | 1997. augusztus 4.  | 1,99 millió |
| 6.   | 6.  | To Your Health                 | Alan Taylor                     | Tom Fontana | 1997. augusztus 11. | 2,26 millió |
| 7.   | 7.  | Plan B                         | Darnell Martin                  | Tom Fontana | 1997. augusztus 18. | 2,85 millió |
| 8.   | 8.  | A Game of Checkers             | Jean de Segonzac                | Tom Fontana | 1997. augusztus 25. | 3,21 millió |

## 2. évad (1998)
| Sor. | Év. | Cím                | Rendező          | Író                                                              | Premier             | Nézettség   |
| ---- | --- | ------------------ | ---------------- | ---------------------------------------------------------------- | ------------------- | ----------- |
| 9.   | 1.  | The Tip            | Nick Gomez       | Tom Fontana                                                      | 1998. július 11.    | 3,42 millió |
| 10.  | 2.  | Ancient Tribes     | Uli Edel         | Történet: Tom Fontana Tévéjáték: Tom Fontana és Sean Jablonski   | 1998. július 20.    | 2,87 millió |
| 11.  | 3.  | Great Men          | Bob Balaban      | Történet: Tom Fontana Tévéjáték: Tom Fontana és Sean Jablonski   | 1998. július 27.    | 2,25 millió |
| 12.  | 4.  | Losing Your Appeal | Keith Samples    | Történet: Tom Fontana Tévéjáték: Tom Fontana és Bradford Winters | 1998. augusztus 3.  | 2,46 millió |
| 13.  | 5.  | Family Bizness     | Kathy Bates      | Történet: Tom Fontana Tévéjáték: Tom Fontana és Bradford Winters | 1998. augusztus 10. | 2,92 millió |
| 14.  | 6.  | Strange Bedfellows | Alan Taylor      | Tom Fontana                                                      | 1998. augusztus 17. | 3,23 millió |
| 15.  | 7.  | Animal Farm        | Mary Harron      | Történet: Tom Fontana Tévéjáték: Tom Fontana és Debbie Sarjeant  | 1998. augusztus 24. | 2,75 millió |
| 16.  | 8.  | Escape from Oz     | Jean de Segonzac | Tom Fontana                                                      | 1998. augusztus 31. | 3,24 millió |

## 3. évad (1999)
| Sor. | Év. | Cím                           | Rendező          | Író                             | Premier             | Nézettség   |
| ---- | --- | ----------------------------- | ---------------- | ------------------------------- | ------------------- | ----------- |
| 17.  | 1.  | The Truth and Nothing But...  | Nick Gomez       | Tom Fontana                     | 1999. július 14.    | 2,69 millió |
| 18.  | 2.  | Napoleon's Boney Parts        | Matt Dillon      | Tom Fontana                     | 1999. július 21.    | 3,18 millió |
| 19.  | 3.  | Legs                          | Keith Samples    | Tom Fontana                     | 1999. július 28.    | 3,01 millió |
| 20.  | 4.  | Unnatural Disasters           | Chazz Palminteri | Tom Fontana és Bradford Winters | 1999. augusztus 4.  | 2,86 millió |
| 21.  | 5.  | U.S. Male                     | Steve Buscemi    | Tom Fontana és Bradford Winters | 1999. augusztus 11. | 3,33 millió |
| 22.  | 6.  | Cruel and Unusual Punishments | Terry Kinney     | Tom Fontana                     | 1999. augusztus 18. | 3,69 millió |
| 23.  | 7.  | Secret Identities             | Adam Bernstein   | Tom Fontana és Sunil Nayar      | 1999. augusztus 25. | 3,44 millió |
| 24.  | 8.  | Out o' Time                   | Barbara Kopple   | Tom Fontana                     | 1999. szeptember 1. | 3,94 millió |

## 4. évad (2000-2001)
| Sor. | Év. | Cím                    | Rendező         | Író                                                         | Premier             | Nézettség   |
| ---- | --- | ---------------------- | --------------- | ----------------------------------------------------------- | ------------------- | ----------- |
| 25.  | 1.  | A Cock and Balls Story | Adam Bernstein  | Tom Fontana                                                 | 2000. július 12.    | 2,56 millió |
| 26.  | 2.  | Obituaries             | Kenneth Fink    | Tom Fontana                                                 | 2000. július 19.    | 3,02 millió |
| 27.  | 3.  | The Bill of Wrongs     | Goran Gajić     | Tom Fontana                                                 | 2000. július 26.    | 2,08 millió |
| 28.  | 4.  | Works of Mercy         | Adam Bernstein  | Tom Fontana                                                 | 2000. augusztus 2.  | 3,08 millió |
| 29.  | 5.  | Gray Matter            | Brian Cox       | Tom Fontana                                                 | 2000. augusztus 9.  | 2,79 millió |
| 30.  | 6.  | A Word to the Wise     | Keith Samples   | Tom Fontana                                                 | 2000. augusztus 16. | 3,10 millió |
| 31.  | 7.  | A Town Without Pity    | J. Miller Tobin | Tom Fontana                                                 | 2000. augusztus 23. | 3,12 millió |
| 32.  | 8.  | You Bet Your Life      | Adam Bernstein  | Tom Fontana                                                 | 2000. augusztus 30. | 3,46 millió |
| 33.  | 9.  | Medium Rare            | Alex Zakrzewski | Történet: Tom Fontana és Sunil Nayar Tévéjáték: Tom Fontana | 2001. január 7.     | 3,06 millió |
| 34.  | 10. | Conversions            | Adam Bernstein  | Tom Fontana                                                 | 2001. január 14.    | 2,79 millió |
| 35.  | 11. | Revenge is Sweet       | Goran Gajić     | Tom Fontana                                                 | 2001. január 21.    | 3,75 millió |
| 36.  | 12. | Cuts Like a Knife      | Steve Buscemi   | Tom Fontana                                                 | 2001. január 28.    | 2,81 millió |
| 37.  | 13. | Blizzard of '01        | Leslie Libman   | Tom Fontana                                                 | 2001. február 4.    | 3,40 millió |
| 38.  | 14. | Orpheus Descending     | Gloria Muzio    | Tom Fontana, Sunil Nayar és Sean Whitesell                  | 2001. február 11.   | 3,71 millió |
| 39.  | 15. | Even the Score         | J. Miller Tobin | Tom Fontana, Sunil Nayar és Sean Whitesell                  | 2001. február 18.   | 3,72 millió |
| 40.  | 16. | Famous Last Words      | Adam Bernstein  | Tom Fontana és Sean Whitesell                               | 2001. február 25.   | 4,16 millió |

## 5. évad (2002)
| Sor. | Év. | Cím                        | Rendező         | Író                             | Premier           | Nézettség   |
| ---- | --- | -------------------------- | --------------- | ------------------------------- | ----------------- | ----------- |
| 41.  | 1.  | Visitation                 | Alex Zakrzewski | Tom Fontana                     | 2002. január 6.   | 4,17 millió |
| 42.  | 2.  | Laws of Gravity            | Rob Morrow      | Tom Fontana és Sean Whitesell   | 2002. január 13.  | 3,45 millió |
| 43.  | 3.  | Dream a Little Dream of Me | Adam Bernstein  | Tom Fontana és Sean Whitesell   | 2002. január 20.  | 3,38 millió |
| 44.  | 4.  | Next Stop, Valhalla        | J. Miller Tobin | Tom Fontana és Sunil Nayar      | 2002. január 27.  | 3,80 millió |
| 45.  | 5.  | Wheel of Fortune           | Terry Kinney    | Tom Fontana és Sunil Nayar      | 2002. február 3.  | 2,61 millió |
| 46.  | 6.  | Variety                    | Roger Rees      | Tom Fontana és Bradford Winters | 2002. február 10. | 3,89 millió |
| 47.  | 7.  | Good Intentions            | Adam Bernstein  | Tom Fontana és Bradford Winters | 2002. február 17. | 3,65 millió |
| 48.  | 8.  | Impotence                  | Alex Zakrzewski | Tom Fontana                     | 2002. február 24. | 3,59 millió |

## 6. évad (2003)
| Sor. | Év. | Cím                                      | Rendező           | Író                                          | Premier           | Nézettség   |
| ---- | --- | ---------------------------------------- | ----------------- | -------------------------------------------- | ----------------- | ----------- |
| 49.  | 1.  | Dead Man Talking                         | Adam Bernstein    | Tom Fontana                                  | 2003. január 5.   | 3,86 millió |
| 50.  | 2.  | See No Evil, Hear No Evil, Smell No Evil | Marc Klasfeld     | Tom Fontana és Sunil Nayar                   | 2003. január 12.  | 2,64 millió |
| 51.  | 3.  | Sonata da Oz                             | Judy Dennis       | Tom Fontana és Sunil Nayar                   | 2003. január 19.  | 2,51 millió |
| 52.  | 4.  | A Failure to Communicate                 | David Von Ancken  | Tom Fontana és Bradford Winters              | 2003. január 26.  | 3,09 millió |
| 53.  | 5.  | 4giveness                                | John Henry Davis  | Tom Fontana és Bradford Winters              | 2003. február 2.  | 3,20 millió |
| 54.  | 6.  | A Day in the Death...                    | Daniel Loflin     | Tom Fontana, Sunil Nayar és Bradford Winters | 2003. február 9.  | 3,68 millió |
| 55.  | 7.  | Junkyard Dawgs                           | Theodore Bogosian | Tom Fontana és Chuck Schweitzer              | 2003. február 16. | 3,27 millió |
| 56.  | 8.  | Exeunt Omnes                             | Alex Zakrzewski   | Tom Fontana                                  | 2003. február 23. | 3,71 millió |